# Jegor Fieoktistow
Jegor Nikołajewicz Fieoktistow (ros. Егор Николаевич Феоктистов; ur. 22 czerwca 1993 w Biełoriecku) – rosyjski siatkarz grający na pozycji przyjmującego, reprezentant Rosji. Od sezonu 2013/2014 występuje w drużynie Ural Ufa.

## Sukcesy reprezentacyjne
Mistrzostwa Świata Juniorów:
- 2013[1]

Letnia Uniwersjada:
- 2015

Mistrzostwa Świata U-23:
- 2015[2]

Memoriał Huberta Jerzego Wagnera:
- 2017

Mistrzostwa Europy:
- 2017

## Nagrody indywidualne
- 2013: Najlepszy atakujący Mistrzostwa Świata Juniorów